# Bataille de la Haute Meurthe
Première Guerre mondiale
Batailles
Front d'Europe de l’Ouest
- Liège (8-1914)
- Namur (8-1914)
- Frontières (8-1914)
- Anvers (9-1914)
- Grande Retraite (9-1914)
- Marne (9-1914)
- Course à la mer (9-1914)
- Yser (10-1914)
- Messines (10-1914)
- Ypres (10-1914)
- Givenchy (12-1914)
- 1re Champagne (12-1914)
- Hartmannswillerkopf (1-1915)
- Neuve-Chapelle (3-1915)
- 2e Ypres (4-1915)
- Colline 60 (4-1915)
- Artois (5-1915)
- Festubert (5-1915)
- Quennevières (6-1915)
- Linge (7-1915)
- 2e Artois (9-1915)
- 2e Champagne (9-1915)
- Loos (9-1915)
- Verdun (2-1916)
- Redoute Hohenzollern (3-1916)
- Hulluch (4-1916)
- 1re Somme (7-1916)
- Fromelles (7-1916)
- Arras (4-1917)
- Vimy (4-1917)
- Chemin des Dames (4-1917)
- 3e Champagne (4-1917)
- 2e Messines (6-1917)
- Passchendaele (7-1917)
- Cote 70 (8-1917)
- 2e Verdun (8-1917)
- Malmaison (10-1917)
- Cambrai (11-1917)
- Bombardements de Paris (1-1918)
- Offensive du Printemps (3-1918)
- Lys (4-1918)
- Aisne (5-1918)
- Bois Belleau (6-1918)
- 2e Marne (7-1918)
- 4e Champagne (7-1918)
- Château-Thierry (7-1918)
- Le Hamel (7-1918)
- Amiens (8-1918)
- Cent-Jours (8-1918)
- 2e Somme (9-1918)
- Bataille de la ligne Hindenburg
- Meuse-Argonne (10-1918)
- Cambrai (10-1918)

Front italien
Front d'Europe de l’Est
Front des Balkans
Front du Moyen-Orient
Front africain
Bataille de l'Atlantique

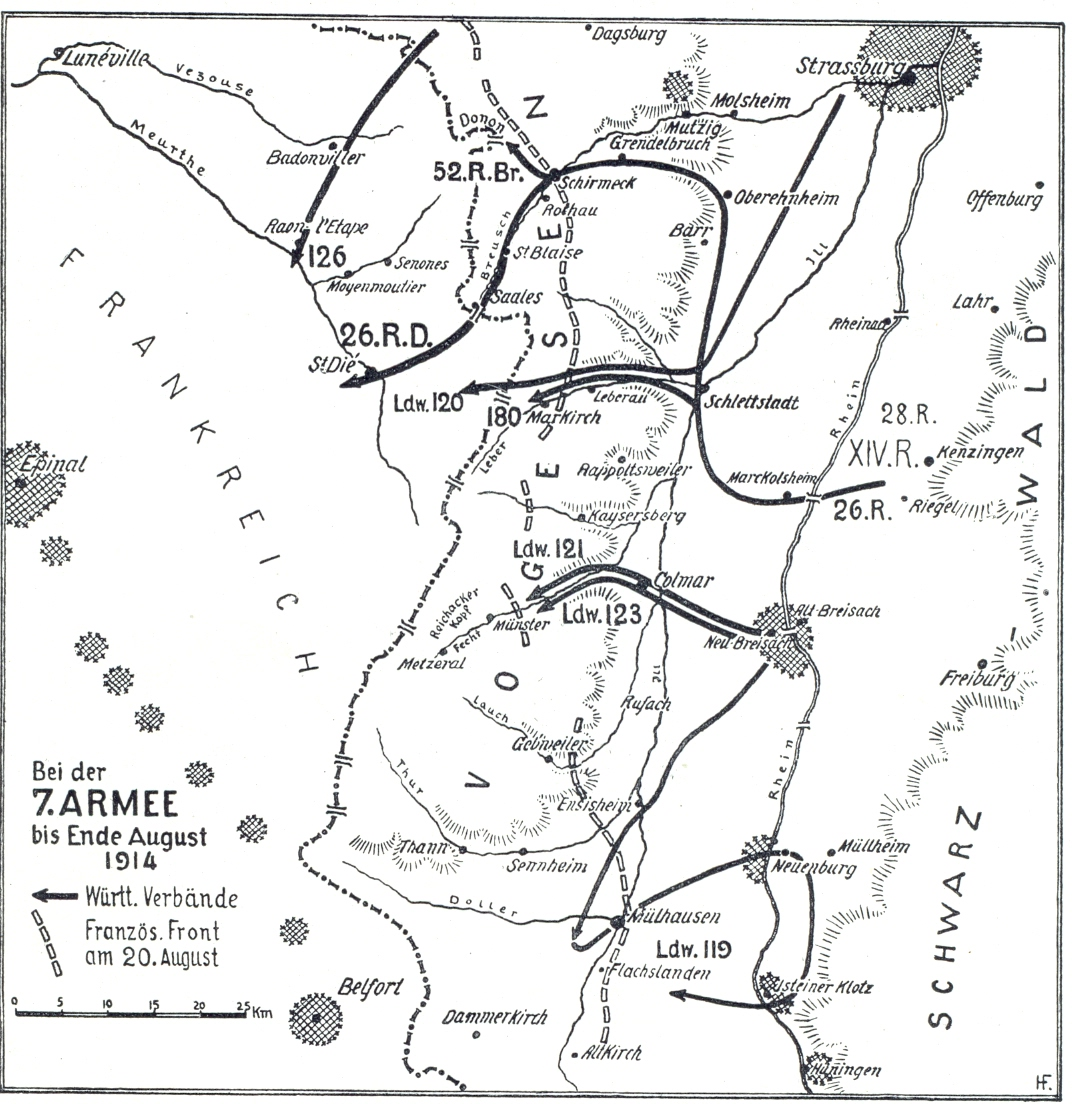
progression de la 7e armée allemande sur le front des Vosges en août 1914.

La bataille de la Haute Meurthe fait partie de l'ensemble d'opérations que l'on désigne comme la bataille des Frontières au début de la Première Guerre mondiale et qui se traduisent par la mise en place de la ligne de front.
Après les défaites des batailles de Lorraine (bataille de Sarrebourg et bataille de Morhange), les  1re et 2e armées françaises se retirent sur la rivière la Meurthe poursuivis par la  VIIe armée allemande. Celle-ci déferle dans la vallée de la Meurthe et passe sur la rive gauche, occupant sur son passage Badonviller, Raon-l'Étape et Saint-Dié.
La bataille de la Haute Meurthe regroupe les combats qui se déroulent du 23 août au 10 septembre 1914 devant Rambervillers (au col de la Chipotte, Saint-Barbe), autour de Saint-Dié, Mandray, le col d'Anozel, Taintrux, Nompatelize, Étival…) et des massifs environnants. Ces combats, tout d'abord défensifs puis offensifs (à partir du 11 septembre), sont menés par la 1re armée, (13e CA, 21e CA, 14e CA et Groupement des Vosges).
Dans ce secteur entre Nancy et les Hautes Vosges la ligne de front sera stabilisée jusqu'à la fin du conflit. Des combats locaux, parfois très meurtriers, s'y dérouleront de façon sporadique : bataille du Hartmannswillerkopf, de la Fontenelle à Ban-de-Sapt, du col de la Chapelotte…
La bataille de la Haute Meurthe est simultanée à la bataille du Grand-Couronné autour de Nancy. Toutes deux, en fixant un nombre important de divisions allemandes, ont permis de soulager les troupes françaises sur le front de la Marne et y permettre leur contre-offensive victorieuse.

### Articles connexes

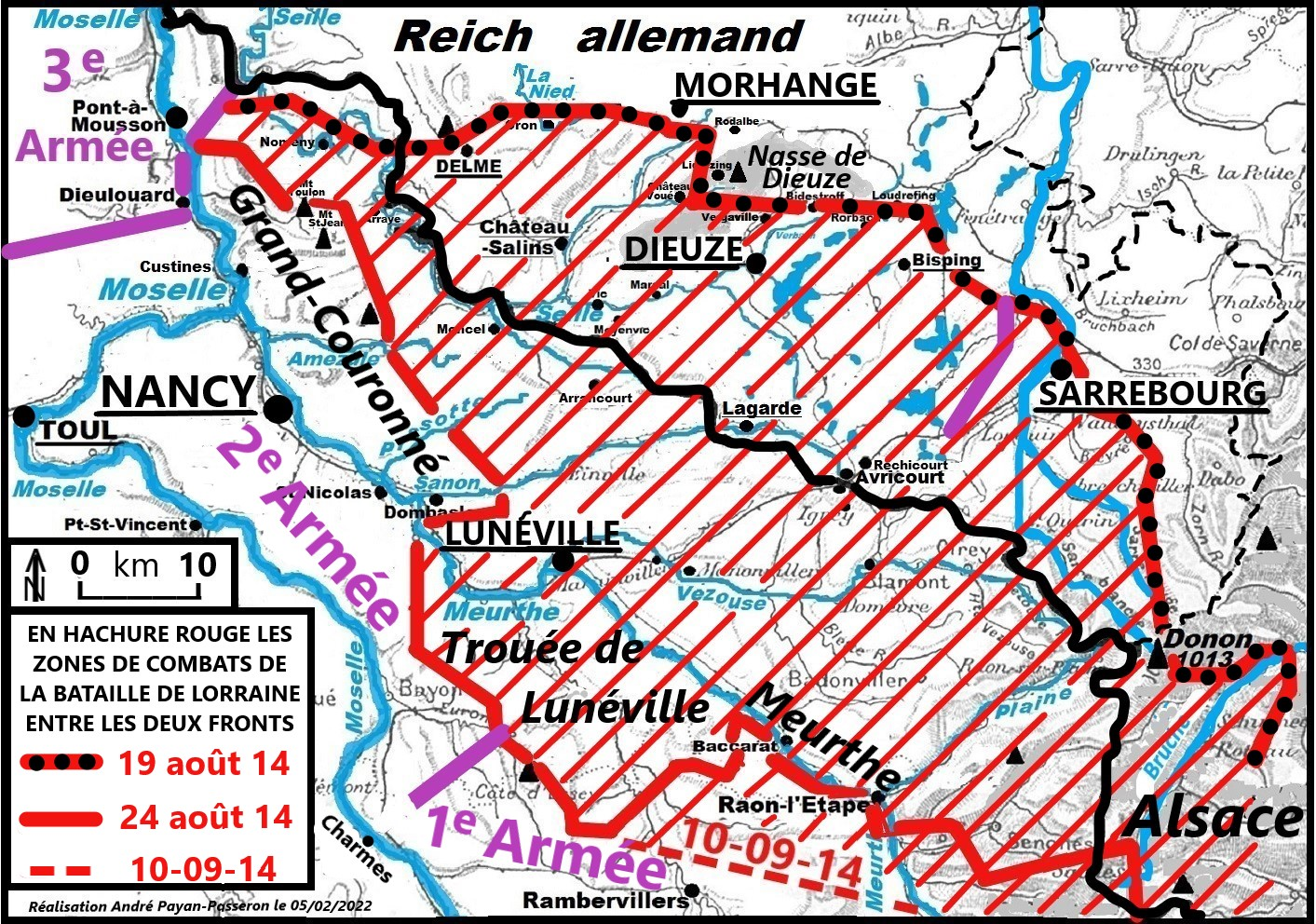
En hachuré rouge les zones de combats en Lorraine du 5 août au 15 septembre 1914.